# Stazione di Pergola
La stazione di Pergola è una stazione ferroviaria posta lungo la ferrovia Urbino-Fabriano a servizio di Pergola.

## Storia
La stazione venne inaugurata il 28 aprile 1895 insieme al tronco Pergola-Fabriano della ferrovia Urbino-Fabriano. Negli anni la stazione venne interessata da ritrovamenti archeologici.
Il 20 settembre 1898 venne collegata con Urbino a seguito del completamento della linea Urbino-Fabriano.
Nel 1944, durante il secondo conflitto mondiale, la linea venne seriamente danneggiata dall'esercito tedesco in ritirata, inoltre da quell'anno la tratta Fermignano-Pergola non venne più riattivata lasciandola in completo abbandono. Al termine del conflitto, la stazione venne riattivata il 20 maggio 1947 contestualmente con la tratta da Fabriano.
Il 13 novembre 2013 la linea e la stessa stazione (intanto declassata a fermata) vennero chiuse al traffico a causa di piccolo dilavamento di massicciata, avvenuto nei pressi della fermata di Monterosso Marche.
Il 26 settembre 2021, grazie a Fondazione FS Italiane e Rete Ferroviaria Italiana, autori dei lavori di riattivazione e manutenzione sulla linea su commissione della Regione Marche, la stazione è stata riaperta al traffico in veste turistica e interessata da treni in partenza da Ancona per Fabriano, Sassoferrato e infine Pergola.

## Strutture e impianti
La stazione è dotata di un fabbricato viaggiatori su due livelli, chiuso e senza servizi offerti ai viaggiatori.
All'interno della stazione si contano due binari passanti, che si riuniscono poco dopo per terminare tronchi. A servizio dei due binari vi sono due banchine collegate tramite un attraversamento a raso sui binari. In passato vi erano anche alcuni binari tronchi e un fabbricato per lo scalo merci, tale servizio non viene più effettuato. Per la riapertura della linea ai treni storici è stato rinnovato l'armamento del binario usato per l'inversione della locomotiva, riattivati i deviatoi dove si riuniscono i due binari, rinnovate le banchine, ritinteggiato il fabbricato viaggiatori con l'installazione di un nuovo impianto d'illuminazione.
La gestione degli impianti è affidata a Rete Ferroviaria Italiana società del gruppo Ferrovie dello Stato Italiane, che classifica la stazione nella categoria "bronze".

## Movimento
Da settembre 2021 la stazione è interessata da treni turistici organizzati da Fondazione FS Italiane in partenza da Ancona per Fabriano, Pergola e ritorno.